# Olio essenziale di bergamotto

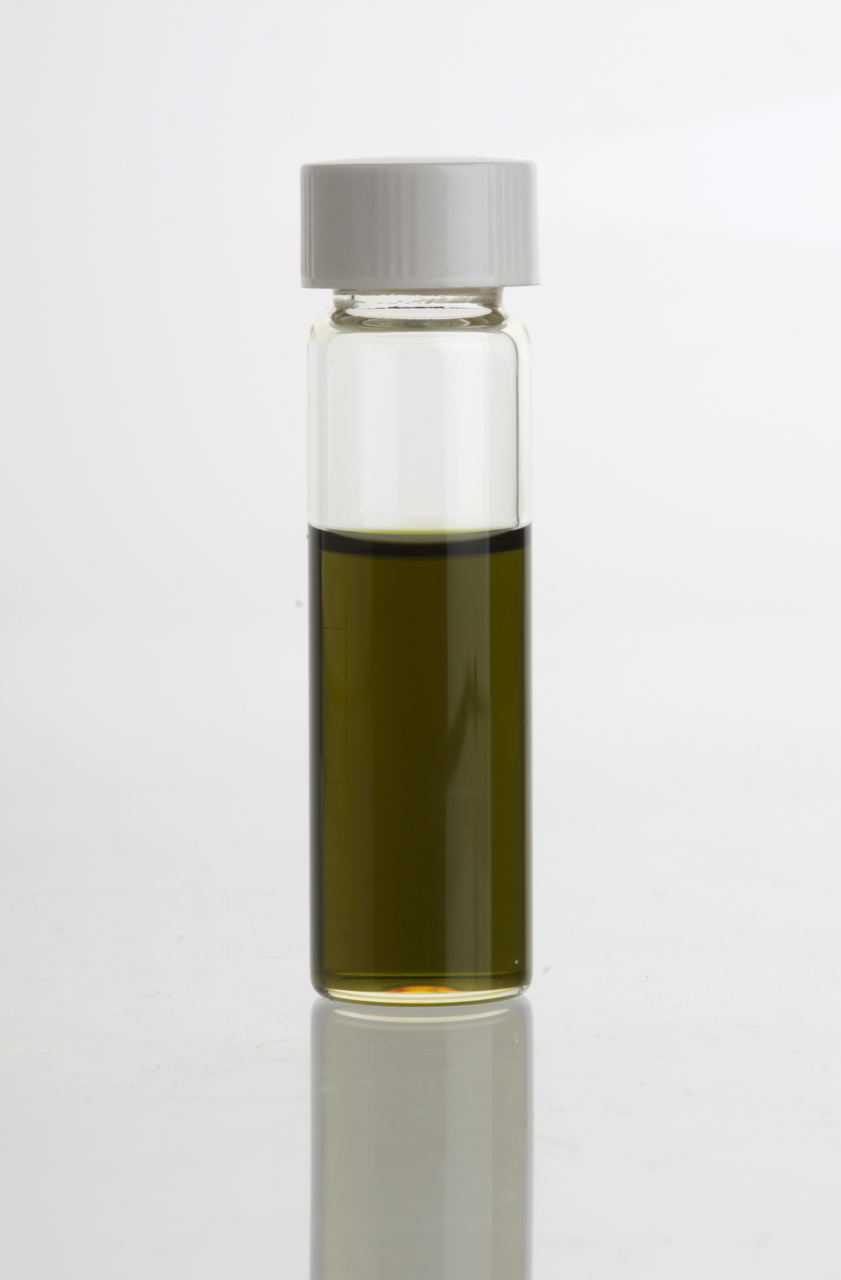
Olio essenziale di bergamotto

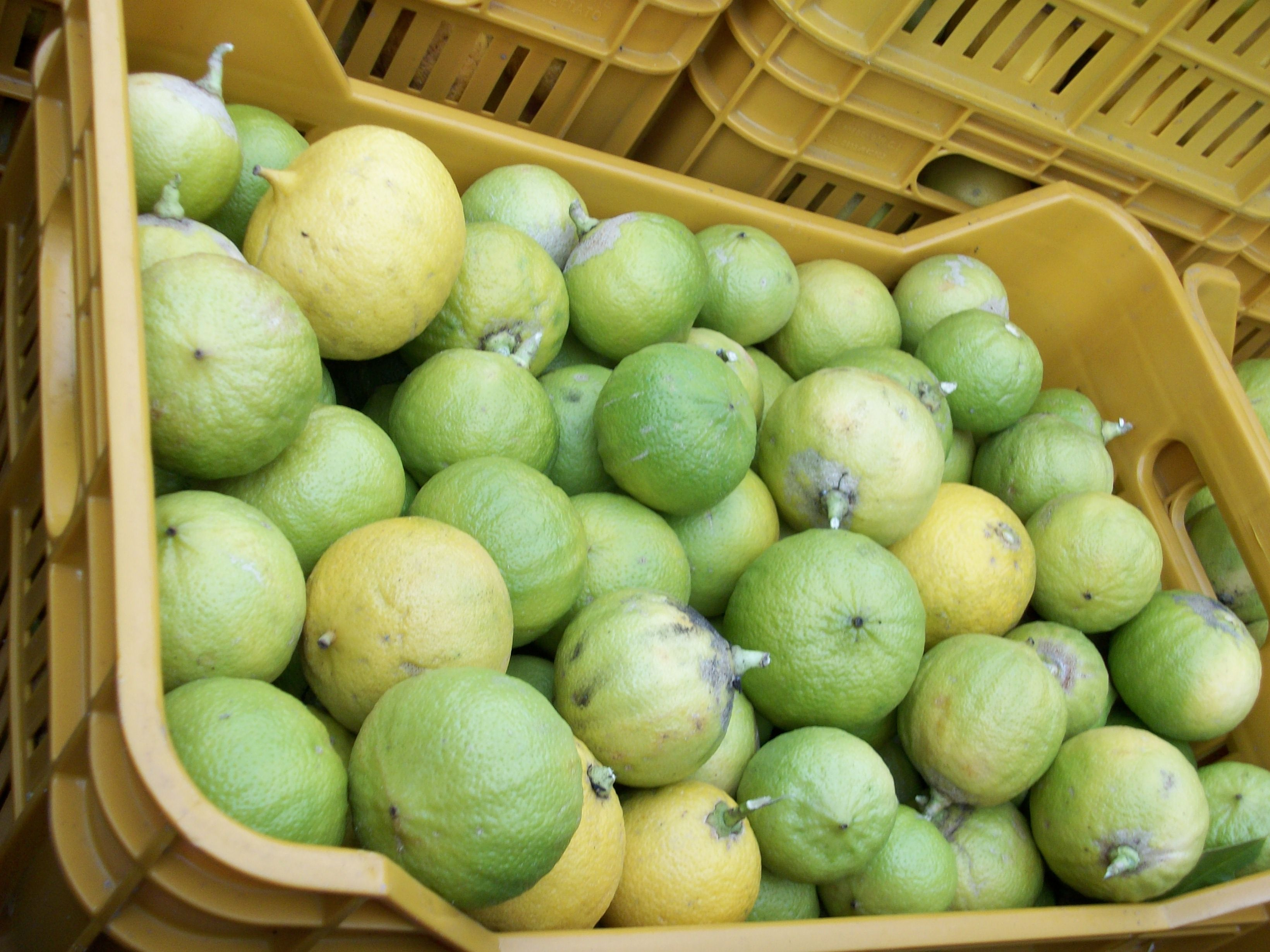
Bergamotti appena raccolti e destinati alla produzione di essenza.

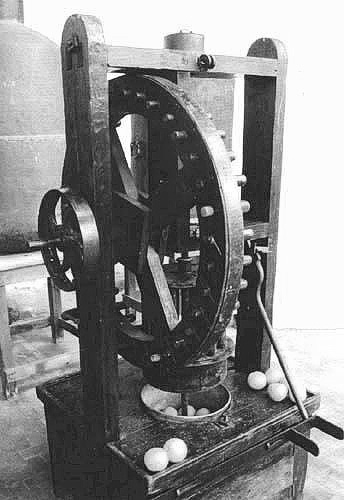
La "Macchina Calabrese" (una delle prime macchine pelatrici), ideata da Nicola Barillà nel 1844, per la lavorazione del bergamotto

L'olio essenziale di bergamotto noto comunemente come essenza di bergamotto, è un olio essenziale ottenuto per spremitura a freddo delle bucce dei frutti del bergamotto.
È un componente essenziale dell'acqua di Colonia e delle eau de toilette, i quali sono i primi prodotti grazie ai quali l'essenza ha avuto un uso diffuso in tutto il mondo. È utilizzato in profumeria come fissativo.
La raccolta del bergamotto ha come fine quasi esclusivo la produzione dell'essenza. L'essenza è contenuta nelle ghiandole o lacune oleifere (otricoli) presenti nella buccia (flavedo); queste cavità contenenti l'essenza hanno origine in seguito alla lisi (cavità lisigeniche) delle stesse cellule che producono l'essenza.

## Ottenimento dell'essenza

### Sfumatura
Originariamente le bucce dei frutti tagliati in due e privati della polpa, venivano più volte piegate e pressate a mano (operazione detta sfumatura, che sfrutta la pressione naturale esercitata dall'essenza all'interno degli otricoli) su una spugna naturale (spugnatura); la spugna si impregnava di essenza, quindi veniva strizzata e l'essenza lasciata decantare in un contenitore di coccio (concolina). Successivamente si utilizzarono presse di legno, mentre oggigiorno il processo è stato meccanizzato. Per produrre un litro d'essenza sono necessari 200 chili di bergamotti.

### Pelatura o raspatura
Modernamente l'essenza si estrae sempre meccanicamente con macchine dette "pelatrici", tali macchine "raspano" l'esterno del frutto in corrente d'acqua ottenendo un'emulsione convogliata in centrifughe che separano per differenza di peso specifico l'essenza dall'acqua.

## Componenti dell'essenza di bergamotto
L'essenza si presenta come un liquido limpido (a volte è presente un deposito formato da cere) di colore da verde a giallo verdastro. Da un punto di vista chimico-fisico è costituita per la maggior parte (mediamente il 95%) da una frazione volatile e da una frazione (o residuo) non volatile (il restante 5%). Chimicamente è una miscela altamente complessa di numerose classi di sostanze organiche, in particolare terpeni, esteri, alcoli e aldeidi, per la frazione volatile, composti eterociclici ossigenati, cumarine e furanocumarine, per la frazione non volatile.

### Frazione volatile
I componenti principali sono limonene, acetato di linalile, linalolo, γ-terpinene e β-pinene, e in minore quantità geraniale e β-bisabolene.
Acetato di linalile e linalolo sono i componenti qualitativamente più importanti dell'essenza.
| Composto                                                                | Composto            |  | quota | quota |
| ----------------------------------------------------------------------- | ------------------- |  | ----- | ----- |
| Limonene                                                                | Limonene            |  | 37,2% | 37,2% |
| Acetato di linalile                                                     | Acetato di linalile |  | 30,1% | 30,1% |
| Linalolo                                                                | Linalolo            |  | 8,8%  | 8,8%  |
| γ-terpinene                                                             | γ-terpinene         |  | 6,8%  | 6,8%  |
| β-pinene                                                                | β-pinene            |  | 2,8%  | 2,8%  |
| Altri/ignoti                                                            | Altri/ignoti        |  | 14,3% | 14,3% |
| verde: terpeni; blu: esteri; arancione: alcoli; rosso: altri componenti |                     |  |       |       |

### Frazione non volatile
I componenti principali sono costituiti da cumarine (citroptene, 5-geranilossi-7-metossicumarina) e furanocumarine (bergaptene, bergamottina).
| Composto                                                                                 | Composto                        |  | conc. g/L | conc. g/L |
| ---------------------------------------------------------------------------------------- | ------------------------------- |  | --------- | --------- |
| Bergamottina                                                                             | Bergamottina                    |  | 21.42     | 21.42     |
| Citroptene                                                                               | Citroptene                      |  | 2.58      | 2.58      |
| Bergaptene                                                                               | Bergaptene                      |  | 2.37      | 2.37      |
| 5-geranilossi-7-metossicumarina                                                          | 5-geranilossi-7-metossicumarina |  | 1.12      | 1.12      |
| arancione: cumarine; verde: furanocumarine Concentrazione in grammi per litro di essenza |                                 |  |           |           |

## Contraffazione dell'essenza di bergamotto

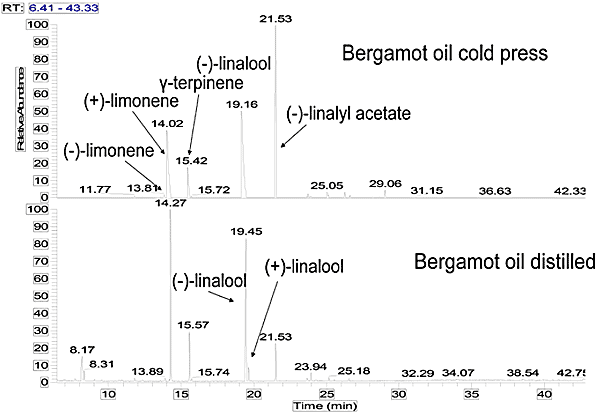
Gascromatografia chirale di essenza genuina di bergamotto (alto) e di distillato di foglie di bergamotto (peratoner)

L'olio essenziale di bergamotto è particolarmente soggetto a contraffazioni essendo una essenza pregiata prodotta in quantità relativamente piccole. Generalmente la contraffazione consiste nel "tagliare" l'essenza, ovvero nell'aggiungere distillati di essenze di scarsa qualità e basso costo, ad esempio di arancia amara e di menta bergamotto e/o miscele di terpeni naturali o sintetici, o nel "ricostruire" l'essenza a partire da prodotti chimici di sintesi, colorandola con clorofille. A livello mondiale ogni anno si commercializzano circa tremila tonnellate di essenza dichiarata di bergamotto, mentre l'essenza genuina di bergamotto prodotta annualmente ammonta a non più di cento tonnellate.
L'utilizzo dell'analisi gascromatografica con colonne aventi una fase stazionaria chirale consente di analizzare miscele di enantiomeri. L'analisi della distribuzione enantiomerica di vari composti, quali acetato di linalile e linalolo, permette la caratterizzazione dell'essenza di bergamotto in base al processo produttivo e consente di scoprire l'eventuale contraffazione dell'essenza.
L'utilizzo combinato della spettrometria di massa isotopica e della SNIF-NMR (Site-Specific Natural Isotope Fractionation-Nuclear Magnetic Resonance) permette di scoprire contraffazioni altrimenti non rilevabili consentendo persino l'individuazione della zona geografica di provenienza dell'essenza.
La tecnica GC-C-IRMS (Gas Chromatography-Combustion - Isotope Ratio Mass Spectrometer), utilizzata più recentemente, permette di ottenere risultati analoghi.

### Parametri analitici di riferimento
Parametri analitici di riferimento per la valutazione della genuinità dell'olio essenziale di bergamotto (fonte SSEA)
| Caratteristiche chimico-fisiche            | Min    | Max    | Unità di misura |
| ------------------------------------------ | ------ | ------ | --------------- |
| Indice di rifrazione (20 °C)               | 1,4640 | 1,4690 | adim            |
| Rotazione ottica (20 °C)                   | +15,0  | +34,0  | °               |
| Densità relativa (20 °C)                   | 0,875  | 0,883  | adim            |
| Esteri (espressi come acetato di linalile) | 30     | 45     | %               |
| Residuo                                    | 4,50   | 6,50   | %               |
| CD (Analisi spettrofotometrica nell'UV)    | 0,75   | 1,20   | adim            |

| Principali componenti della frazione volatile | Min    | Max   | Unità di misura |
| --------------------------------------------- | ------ | ----- | --------------- |
| Limonene                                      | 30     | 45    | %               |
| Linalolo                                      | 3      | 15    | %               |
| Acetato di linalile                           | 22     | 36    | %               |
| γ-terpinene                                   | 6      | 10    | %               |
| β-pinene                                      | 4,5    | 9     | %               |
| Δ³-carene                                     | tracce | 0,008 | %               |
| Terpinen-4-olo                                | tracce | 0,06  | %               |

| Rapporti enantiomerici dei principali composti chirali                  | Min          | Max          | Unità di misura |
| ----------------------------------------------------------------------- | ------------ | ------------ | --------------- |
| Limonene ((+)-Limonene / (-)-Limonene)                                  | (97,4 / 2,6) | (98,4 / 1,6) | %               |
| Linalolo ((+)-Linalolo / (-)-Linalolo)                                  | (0,3 / 99,7) | (0,7 / 99,3) | %               |
| Acetato di linalile ((+)-Acetato di linalile / (-)-Acetato di linalile) | (0,3 / 99,7) | (0,6 / 99,4) | %               |

| Componenti del residuo non volatile | Min  | Max  | Unità di misura |
| ----------------------------------- | ---- | ---- | --------------- |
| Bergaptene                          | 1800 | 3800 | mg/Kg           |

## Tossicità
In passato gli psoraleni contenuti nell'estratto da olio bergamotto son stati usati negli acceleratori d'abbronzatura e nei filtri solari. Gli psoraleni penetrano nella pelle, dove aumentano la quantità di danno al DNA. Questo danno è possibile nelle scottature solari ed è compresente con una maggiore produzione di melanina. Può anche portare a fitofotodermatite, uno scurimento della pelle a causa di una reazione chimica che rende la pelle più sensibile alla luce UV.
Queste sostanze sono note essere fotocancerogene dal 1959,
ma sono state bandite dai filtri solari dopo il 1995 (negli USA). 
Questi fotocancerogeni sono stati banditi in molti stati anni dopo aver causato molti casi di melanomi maligni e conseguenti morti.
Gli psoraleni vengono ora usati solo nel trattamento di alcune patologie, come nella terapia PUVA
Attraverso il processo di "defurocumarinizzazione" è possibile ridurre notevolmente il Bergaptene (l'essenza ne contiene in genere tra lo 0,4 e lo 0,7%), una furocumarina fototossica e fotomutagena che per esposizione al sole può provocare ustioni anche agli strati cutanei più profondi.

La defurocumarizzazione può essere effettuata a caldo tramite un processo fisico (distillazione a bassa pressione), o a freddo tramite un processo chimico (aggiunta sotto agitazione di una soluzione acquosa basica). È stato anche sperimentato un metodo fisico che fa uso di anidride carbonica supercritica per estrarre il bergaptene.
Per i motivi precedentemente esposti è preferibile utilizzare l'essenza defurocumarinizzata.